# Дайъболик видео
„Дайъболик видео“ (Diabolic) е американско студио за порно филми. Главният щаб на студиото се намира в Чатсуорт, Калифорния. Освен в САЩ, снима филми и в Европа.
Създадено е от Грег Алън (Gregg Alan), и основателя на Анаболик видео (Anabolic) - Кристофър Александър (Christopher Alexander) през 90-те години на миналия век. На 15 януари 1998 година излиза първият филм на компанията. В нея снимат известни имена от индустрията като Винс Воайор, Ерик Евърхард, Джон Дох, Лексингтън Стийл и други.
Воайор напуска през 2002 година, като отива да работи за Ред лайт дистрикт видео (Red light district), по-късно към него се присъединяват Евърхард и Стийл. Дох преминава в Девилс филм (Devil`s film), където режисъорите имат свободата да правят свои собствени филми.
Действащи режисьори в Дайъболик са Чико Ванг (Chico Wang), Рики Ди (Ricky D), Сид Кнокс (Sid Knox) и Сал Геноа (Sal Genoa).